# Піонерське (Макушинський округ)
Піоне́рське (рос. Пионерское) — село у складі Макушинського округу Курганської області, Росія. 
Населення — 766 осіб (2010, 1011 у 2002).
Національний склад станом на 2002 рік:
- росіяни — 90 %